# حرف بوصي

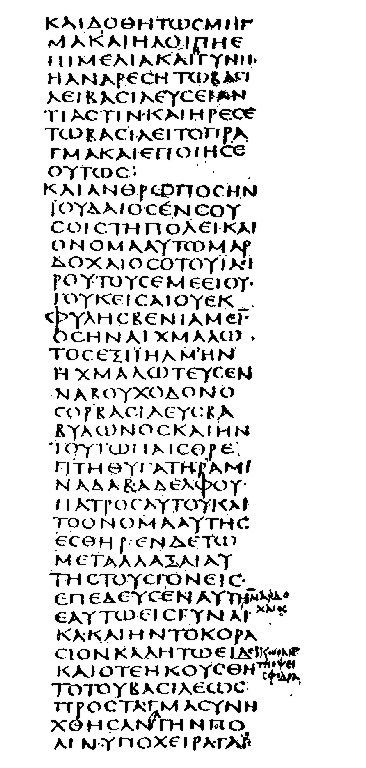
قسم من المخطوطة السينائية بأحرف أنسيال بيزنطية كبيرة

الحرف البوصي أو الحرف الإنشي (بالإنجليزية: Uncial)‏ هو خط كبير الأحرف استعمله النساخون اللاتينيون واليونانيون من القرن الثالث إلى الثامن للميلاد، واستعمل من القرن الثامن إلى الثالث عشر كخط عرض للعنواين. تستعمل كلمة أنسيال أيضا للإشارة إلى مخطوطات أحرف كبيرة خاصة لتفريقها من مخطوطات الأحرف الصغيرة مينوسكيول.